# Rossendorfer Forschungsreaktor
Der Rossendorfer Forschungsreaktor (RFR) war ein Forschungsreaktor, der von 1957 bis 1991 am damaligen Zentralinstitut für Kernforschung in Dresden-Rossendorf betrieben wurde. Er war der erste Kernreaktor der DDR und mit einer Leistung von 10 MW auch der leistungsstärkste Forschungsreaktor des Landes. Der Rückbau erfolgte durch den VKTA - Strahlenschutz, Analytik & Entsorgung.

## Geschichte
Die Planungen für den Bau des Rossendorfer Forschungsreaktors begannen im Jahr 1956. Am 16. Dezember 1957 erreichte der Reaktor dann seine erste Kritikalität und wurde feierlich unter Anwesenheit hochrangiger Politiker, unter anderem Johannes Dieckmann, Otto Grotewohl und Fritz Selbmann, eingeweiht. Damit war er der erste Kernreaktor der DDR und nach dem Forschungsreaktor München, der nur sechs Wochen vorher in Betrieb genommen worden war, der zweite in Gesamtdeutschland.
Der Rossendorfer Forschungsreaktor war die erste von drei kerntechnischen Anlagen am Zentralinstitut für Kernforschung in Rossendorf, fünf Jahre später folgte der Rossendorfer Ringzonenreaktor, zwölf Jahre später die Rossendorfer Anordnung für kritische Experimente. Mit Hilfe neuer Brennstäbe wurde die Reaktorleistung im Jahr 1965 von zunächst 2 MW auf 5 MW erhöht, zwei Jahre später erfolgte eine weitere Leistungssteigerung auf 10 MW. In den Jahren 1987 bis 1989 wurde der Reaktor generalüberholt.
Der Reaktor wurde schließlich nach über 33-jährigem Betrieb und mehr als 100.000 Betriebsstunden am 27. Juni 1991 – im gleichen Jahr wie die beiden anderen Forschungsreaktoren – abgeschaltet, da er den Sicherheitsanforderungen der Bundesrepublik Deutschland nicht genügte und die Mittel für den erforderlichen Umbau nicht bewilligt wurden. Am 30. Januar 1998 wurde die erste Teilgenehmigung zur Stilllegung der Anlage durch das Sächsische Staatsministerium für Umwelt und Landesentwicklung erteilt. Mit der Stilllegung und dem Abbau wurde der Verein für Kernverfahrenstechnik und Analytik Rossendorf (seit 2014: VKTA - Strahlenschutz, Analytik & Entsorgung) vom Freistaat Sachsen beauftragt.
Die abgebrannten Brennelemente mit einem Gesamtgewicht von 385 kg wurden zwischen 1999 und 2000 für ihren Abtransport in 18 Castor-Behältern vom Typ MTR 2 in einer eigens dafür errichteten Transportbereitstellungshalle untergebracht. Nach monatelangem juristischem Streit fand der Abtransport der eigentlich aus der Sowjetunion stammenden Brennelemente zum Zwischenlager Ahaus von Ende Mai 2005 bis Mitte Juni 2005 in drei gesonderten LKW-Transporten mit je sechs Behältern statt. Hierbei kam es an der 600 km langen Transportstrecke und in Ahaus zu starken Protesten von Atomkraftgegnern, Polizeiaussagen zufolge kam es jedoch während des Transports zu keinen nennenswerten Zwischenfällen.
Am 18. Dezember 2006 wurden 200 kg hoch angereichertes und 100 kg schwach angereichertes Uran in Form von unverwendeten Brennstäben und Pellets vom Flughafen Dresden aus in das Rosatom-Zwischenlager Podolsk in Russland ausgeflogen. Der Transporttermin wurde aus Sicherheitsgründen geheim gehalten. Es verbleiben immer noch etwa 4,5 Tonnen radioaktiven Abfalls in Rossendorf, vor allem natürliches Uran, aber auch abgereichertes Uran, Thorium und Plutonium.
Mit dem Rückbau der Reaktoranlage wurde bereits im Januar 2001 begonnen. Bis Ende 2011 wurden alle Betonstrukturen der Heißen Kammern abgebrochen und einzelne Kontaminationsstellen in anderen Bereichen entfernt. Im Jahr 2012 wurde mit der Entkernung und der Feindekontamination der inneren Gebäudehülle des Reaktorgebäudes begonnen. Der Abbruch des Reaktorgebäudes erfolgte 2015/2016. Zum 19. September 2019 wurde der Rückbau mit der Entlassung aus dem Atomgesetz abgeschlossen. Die Fläche des Reaktors steht als grüne Wiese für eine freie Nutzung dem Forschungsstandort wieder zur Verfügung.

## Aufbau
Der Rossendorfer Forschungsreaktor war ein Leichtwasserreaktor sowjetischer Bauart vom Typ WWR-SM. Nahezu baugleiche Forschungsreaktoren wurden u. a. auch im tschechischen Řež (in Betrieb seit 1957), polnischen Otwock (Betrieb: 1958-1995) und ungarischen Budapest (in Betrieb seit 1958) errichtet. Der Rossendorfer Forschungsreaktor verwendete hoch angereichertes Uran, wobei 951 relativ kleine Brennelemente im Einsatz waren. Die kritische Masse lag bei 4,3 kg Uran, wovon 1,55 kg Uran-235 waren. Mit einer thermischen Leistung von 10 MW war er der leistungsstärkste Forschungsreaktor der DDR. Der maximale thermische Neutronenfluss betrug 1,2 × 1014 n/cm2 s, die Neutronen wurden dabei durch Beryllium-Reflektoren gebündelt.

## Forschung
Der Forschungsreaktor wurde hauptsächlich als Neutronenquelle für die Forschung in den Bereichen Humanmedizin, Biologie, Landwirtschaft und Materialwissenschaften verwendet. Eingesetzt wurden die erzeugten Neutronen unter anderem in den Anwendungsfeldern
- Produktion von Radioisotopen
- Herstellung von Radiopharmaka
- Strahlensterilisation von medizinischen Geräten
- Neutronendotierung von Silicium
- Untersuchung der Struktur polykristalliner Werkstoffe